# 公孫康
公孫 康（こうそん こう、生没年不詳）は、中国後漢末期の群雄。幽州遼東郡襄平県の人。家系は公孫氏（遼東）。父は公孫度。弟は公孫恭。子は公孫晃・公孫淵。

## 事跡
建安9年（204年）、父の後を継いで太守となった。
建安年中に、楽浪郡18城の南半分である屯有県（現在の黄海北道黄州か）以南を裂いて帯方郡を設置した。三国志東夷伝韓条に書かれている「是後倭韓遂屬帶方」だけを取り上げて「韓や倭まで勢力を広げた」と誤訳しているものが多いが、この一文の全体は、
「桓、靈之末，韓濊強盛，郡縣不能制，民多流入韓國。建安中，公孫康分屯有縣以南荒地爲帶方郡，遣公孫模、張敞等收集遺民，興兵伐韓濊，舊民稍出，是後倭韓遂屬帶方」
と書かれている。ここでの「倭韓」は「濊と韓」を指しており、この一文での「倭」は「濊」のことを指している。
建安12年（207年）、烏桓の大人（単于）楼班と袁煕・袁尚兄弟らが曹操に追われ遼東郡に逃れてきた時、袁尚らがいることを理由に曹操が攻めてくる事を恐れ、楼班をはじめ袁煕・袁尚らを殺し、その首を曹操へ差し出した。これにより、曹操から襄平侯・左将軍に任命された。
没年は不明だが、曹丕（文帝）の時代までには死去していたらしく、曹丕から大司馬を追贈されている。

## 配下
- 韓忠
- 公孫模
- 張敞